# Sligo (by)
 For alternative betydninger, se Sligo. (Se også artikler, som begynder med Sligo)
Sligo (irsk: Sligeach) er en irsk havneby og administrativt centrum i det irske county County Sligo i Republikken Irland. Byen har 19.199(2016) indbyggere og er det næststørste urbane center i provinsen Connacht (efter Galway).

## Eksterne links
- Sligo Town on the Net – website med lokale nyheder, info, business og om turisme
- Sligo County Council – officiel website
- County Sligo Ireland – officiel turisme website Arkiveret 15. oktober 2007 hos  Wayback Machine

- Wikimedia Commons har flere filer relateret til Sligo (by)